# Öffentliche Rechtsauskunft- und Vergleichsstelle
Die Öffentliche Rechtsauskunft- und Vergleichsstelle Hamburg (ÖRA) erbringt für in Hamburg lebende Menschen mit niedrigem Einkommen außerhalb eines gerichtlichen Verfahrens rechtliche Dienstleistungen gegen eine geringe finanzielle Eigenleistung. Darüber hinaus vermittelt die ÖRA zwischen Konfliktparteien durch Güte-, Sühne- oder Mediationsverfahren. Diese Dienstleistungen können unabhängig von den Einkommensverhältnissen und dem Wohnort in Anspruch genommen werden.

## Geschichte
In der Weimarer Republik, 1922, wurde die Öffentliche Rechtsauskunft und Gütestelle (Ragü) als Teil des Wohlfahrtsamtes gegründet. Während der Zeit des Nationalsozialismus, 1936, übernahm das Amt für Rechtsbetreuung des Deutschen Volkes diese. 1943 erfolgte die Einbindung der Rechtsbetreuung in die NSDAP. Zur Zeit der Britischen Besatzung Hamburgs, 1946, wurde die Ragü als Öffentliche Rechtsauskunft- und Vergleichsstelle Hamburg (ÖRA) wiedereröffnet. Die ÖRA ist gegenwärtig an die Behörde für Arbeit, Gesundheit, Soziales, Familie und Integration angegliedert, jedoch unabhängig in der Wahrung ihrer Aufgaben.

## Aufgaben
Aufgabe der Öffentlichen Rechtsauskunft- und Vergleichsstelle ist es, im Gebiet der Freien und Hansestadt Hamburg in allen Rechtsgebieten Rechtsberatung zu erteilen und als Vergleichsbehörde im strafrechtlichen Sühneverfahren sowie als anerkannte Gütestelle in zivilrechtlichen Angelegenheiten und als Mediationsstelle eine außergerichtliche Streitbeilegung zu ermöglichen.

## Organisation
Der Öffentlichen Rechtsauskunft- und Vergleichsstelle steht eine hauptamtliche Leitung vor. Diese wird von der für Soziales zuständigen Behörde im Einvernehmen mit der Justizbehörde bestimmt. Die ÖRA gliedert sich in eine Hauptstelle und in Bezirksstellen. Die Leitung der Öffentlichen Rechtsauskunft- und Vergleichsstelle und deren allgemeine Verwaltung sind in der Hauptstelle angesiedelt. Hauptamtliche Bedienstete der Freien und Hansestadt Hamburg bilden die Mitarbeiter der allgemeinen Verwaltung. Die Rechtsberatung und der Vorsitz in der außergerichtlichen Streitbeilegung wird von ehrenamtlichen, erfahrenen und spezialisierten Personen mit Befähigung zum Richteramt geleistet. Diese werden auf Vorschlag der Leitung der ÖRA bestellt.

## Anspruchsberechtigte
Rechtsberatung durch die Öffentliche Rechtsauskunft- und Vergleichsstelle kann in Anspruch nehmen, wer in Hamburg wohnhaft ist oder seinen gewöhnlichen Aufenthalt in der Hansestadt hat. Beraten werden auch diejenigen, welche in Hamburg arbeiten oder eine Ausbildung absolvieren; sofern der Beratungsgegenstand das Arbeits- beziehungsweise Ausbildungsverhältnis betrifft. Rechtsberatung wird demjenigen erteilt, welcher nach seinen Einkommens- und Vermögensverhältnissen die erforderlichen Mittel für eine Beratung durch einen Rechtsanwalt nicht aufbringen kann. Auch darf dem Ratsuchenden keine anderweitige Rechtsberatung zur Verfügung stehen, deren Inanspruchnahme zugemutet werden kann. Gewerkschaften und Interessenverbände sind in diesem Zusammenhang als Institutionen zu nennen, welche ebenfalls rechtlich beraten. Darüber hinaus muss gewährleistet sein, dass die Wahrnehmung der Rechte nicht mutwillig ist. Mutwillig ist eine Rechtswahrnehmung beispielsweise dann, wenn sie als nicht erforderlich erscheint oder ohne Zuhilfenahme eines Dritten geregelt werden kann. Die außergerichtliche Streitbeilegung kann durch jede natürliche oder juristische Person in Anspruch genommen werden. Sie ist kostenpflichtig, jedoch immer günstiger als eine gerichtliche Auseinandersetzung.

## Situation außerhalb Hamburgs
Öffentliche Rechtsauskunft- und Vergleichsstellen existieren auch in den Stadtstaaten Berlin und Bremen sowie in Lübeck. In den Flächenstaaten sowie in Berlin kann beim Amtsgericht am Wohnsitz ein sogenannter Beratungshilfeschein beantragt werden. Mit diesem ist es möglich, einen Rechtsanwalt aufzusuchen. Über den Beratungshilfeschein rechnet der Anwalt die für die Rechtsberatung anfallenden Gebühren direkt mit dem Gericht ab. Zu entrichten ist hierfür vom Ratsuchenden ein geringes Entgelt.

### Hamburger Wohlfahrtsamt
- Fanny David
- Oskar Martini

### Amt für Rechtsbetreuung des deutschen Volkes
- Walter Raeke